# بخش آدریان، واتونوان، مینه سوتا
بخش آدریان (به انگلیسی: Adrian Township) یک منطقهٔ مسکونی در ایالات متحده آمریکا است که در شهرستان واتونون، مینه‌سوتا واقع شده‌است.
 بخش آدریان ۹۲٫۲ کیلومتر مربع مساحت و ۱۷۳ نفر جمعیت دارد و ۳۳۶ متر بالاتر از سطح دریا واقع شده‌است.